# USS Ballard (DD-267)
USS Ballard (DD-267/AVD-10) là một tàu khu trục lớp Clemson được Hải quân Hoa Kỳ chế tạo vào cuối Chiến tranh Thế giới thứ nhất, trong Chiến tranh Thế giới thứ Hai được cải biến thành tàu tiếp liệu thủy phi cơ AVD-10 và đã tiếp tục phục vụ cho đến khi xung đột kết thúc. Nó là chiếc tàu chiến thứ hai của Hải quân Hoa Kỳ được đặt tên theo Edward J. Ballard (1790-1813), một sĩ quan hải quân tử trận trong cuộc Chiến tranh 1812.

## Thiết kế và chế tạo
Ballard được đặt lườn vào ngày 3 tháng 6 năm 1918 tại xưởng tàu Squantum Victory Yard của hãng Bethlehem Shipbuilding Corporation ở Squantum, Massachusetts. Nó được hạ thủy vào ngày 7 tháng 12 năm 1918, được đỡ đầu bởi cô Eloise Ballard; và được đưa ra hoạt động vào ngày 5 tháng 6 năm 1919 dưới quyền chỉ huy của Hạm trưởng, Thiếu tá Hải quân H. M. Collier.

## Lịch sử hoạt động

### Giữa hai cuộc thế chiến
Được phân về Hạm đội Đại Tây Dương, từ tháng 7 năm 1919 đến tháng 7 năm 1920, Ballard thực hiện chuyến đi đến nhiều cảng Châu Âu và Địa Trung Hải. Nó quay trở về Hoa Kỳ vào tháng 7 năm 1920 và phục vụ trong một thời gian cùng Hạm đội Đại Tây Dương trước khi được điều động sang Hạm đội Thái Bình Dương, nơi nó tham gia huấn luyện và thực hành cơ động hạm đội cho đến khi được cho xuất biên chế và đưa về lực lượng dự bị tại San Diego, California vào ngày 17 tháng 6 năm 1922.
Ballard được cho nhập biên chế trở lại vào ngày 25 tháng 6 năm 1940, và được kéo đến xưởng tàu Union Yard của hãng Bethlehem Steel Corporation ở San Francisco, California để được cải biến thành một tàu tiếp liệu thủy phi cơ. Nó được xếp lại lớp với ký hiệu lườn mới AVD-10vào ngày 2 tháng 8 năm 1940, được đưa vào hoạt động thường trực và được phân về Lực lượng Tuần tiễu Hạm đội Thái Bình Dương

### Thế Chiến II
Khi Hoa Kỳ bước vào Chiến tranh Thế giới thứ hai, Ballard lên đường đi Trân Châu Cảng, đến nơi vào ngày 28 tháng 1 năm 1942. Cho đến tháng 11 năm 1943, nó tham gia các hoạt động tiếp liệu thủy phi cơ, thả phao tiêu cho máy bay, hộ tống vận tải và tuần tra trong suốt khu vực Đông Thái Bình Dương, bao gồm Phoenix, Midway, Fiji, Espiritu Santo, Guadalcanal, Florida và New Caledonia. Quay trở về San Francisco vào ngày 7 tháng 11, nó hoàn tất công việc sửa chữa vào ngày 30 tháng 12 năm 1943, rồi hoạt động như một tàu canh phòng máy bay cho hoạt động chuẩn nhận phi công tàu sân bay ngoài khơi San Diego cho đến tháng 5 năm 1944.
Từ ngày 15 tháng 6 đến ngày 3 tháng 7 năm 1944, Ballardtham gia chiến dịch đổ bộ lên Saipan, làm nhiệm vụ thả phao tiêu cho máy bay và tiếp liệu cho Liên đội Tuần tra 1 hoạt động tại khu vực này. Sau đó nó làm nhiệm vụ tuần tra trong quá trình chiếm đóng quần đảo Palau từ ngày 12 tháng 9 đến ngày 11 tháng 12 năm 1944. Đến cuối tháng 12 năm 1944, nó trải qua một đợt sửa chữa khác trong ụ tàu tại Seattle, Washington, và sau khi hoàn tất, nó lại đảm trách nhiệm vụ canh phòng máy bay ngoài khơi San Diego cho đến ngày 1 tháng 10 năm 1945. Nó đi đến Philadelphia, Pennsylvania vào ngày 26 tháng 10 năm 1945 để chuẩn bị ngừng hoạt động. Ballard được cho xuất biên chế vào ngày 5 tháng 12 năm 1945 và bị bán vào ngày 23 tháng 5 năm 1946 để tháo dỡ.

## Phần thưởng
Ballard được tặng thưởng hai Ngôi sao Chiến trận do thành tích phục vụ trong Chiến tranh Thế giới thứ hai.